# Кенгер-Менеуз
Кенге́р-Менеу́з (рос. Кенгер-Менеуз, башк. Ҡыңғыр-Мәнәуез) — село у складі Біжбуляцького району Башкортостану, Росія. Адміністративний центр Кенгер-Менеузівської сільської ради.
Населення — 1323 особи (2010; 1344 в 2002).
Національний склад:
- татари — 89 %